# Estados Unidos en los Juegos Paralímpicos de Örnsköldsvik 1976
Estados Unidos estuvo representado en los Juegos Paralímpicos de Örnsköldsvik 1976 por un deportista masculino. El equipo paralímpico estadounidense no obtuvo ninguna medalla en estos Juegos.